# Nhiếp (họ)
Nhiếp hay Niếp là một họ của người Trung Quốc (Hán tự phồn thể: 聶, Hán tự giản thể: 聂, phanh âm: Niè). Phiên âm Hán Việt đúng của chữ 聶 (聂) là Niếp nhưng chữ này hay được phiên âm là Nhiếp.

## Người Trung Quốc họ Nhiếp nổi tiếng
- Nhiếp Nhất, thương gia thời Tây Hán, người chủ mưu của Sự biến Mã Ấp
- Trương Liêu, vốn họ gốc là Nhiếp, danh tướng của Tào Tháo thời Tam Quốc
- Nhiếp Sĩ Thành, tướng của triều đình nhà Thanh trong thời gian xảy ra cuộc nổi dậy Nghĩa Hòa Đoàn
- Nhiếp Nhĩ, tác giả Nghĩa dũng quân tiến hành khúc, quốc ca Cộng hòa Nhân dân Trung Hoa
- Nhiếp Vinh Trăn, một trong Thập đại nguyên soái của Giải phóng quân Trung Quốc
- Nhiếp Hải Thắng, nhà du hành vũ trụ Trung Quốc
- Nhiếp Văn Ngọc, Cục trưởng C2